# Richard Böhm
Pour les articles homonymes, voir Böhm.
 (février 2020).
Si vous disposez d'ouvrages ou d'articles de référence ou si vous connaissez des sites web de qualité traitant du thème abordé ici, merci de compléter l'article en donnant les références utiles à sa vérifiabilité et en les liant à la section « Notes et références ».
Richard Johann Constantin Böhm est un zoologiste et un explorateur allemand, né le 1er octobre 1854 à Berlin et mort le 27 mars 1884 à Katapana, Katanga.

## Biographie
Il est le fils de Ludwig Böhm et de Franziska Louise Böhm née Meyerlinck. Il étudie la zoologie auprès d’Ernst Haeckel (1834-1919) à l’université d'Iéna où il obtient son doctorat en 1877. Il part explorer la région de Zanzibar et atteint la rive est du lac Tanganyika, puis le sud-ouest du Lac Upemba qu’il découvre (1880-1884).
Sa correspondance paraît sous le titre de Von Sansibar zum Tanganjika (1888). Böhm signe de nombreux articles pour le Journal für Ornithologie de 1882 à 1887. Il meurt des suites d’une attaque de paludisme. 
Anton Reichenow (1847-1941) et Hermann Schalow (1852-1925) lui dédient plusieurs espèces d’oiseaux :
- Guêpier de Böhm, Merops boehmi ;
- Râle de Böhm, Sarothrura boehmi ;
- Martinet de Böhm, Neafrapus boehmi ;
- Gobemouche de Böhm, Muscicapa boehmi.